# Саут Котсвил (Пенсилванија)
Саут Котсвил (енгл. South Coatesville) град је у америчкој савезној држави Пенсилванија.

## Демографија
По попису из 2010. године број становника је 1.303, што је 306 (30,7%) становника више него 2000. године.
| Група             | 2000.       | 2010.       |
| Белци             | 324 (32,5%) | 460 (35,3%) |
| Афроамериканци    | 559 (56,1%) | 624 (47,9%) |
| Азијати           | 0 (0,0%)    | 4 (0,3%)    |
| Хиспаноамериканци | 89 (8,9%)   | 170 (13,0%) |
| Укупно            | 997         | 1.303       |